# هريسة حارة

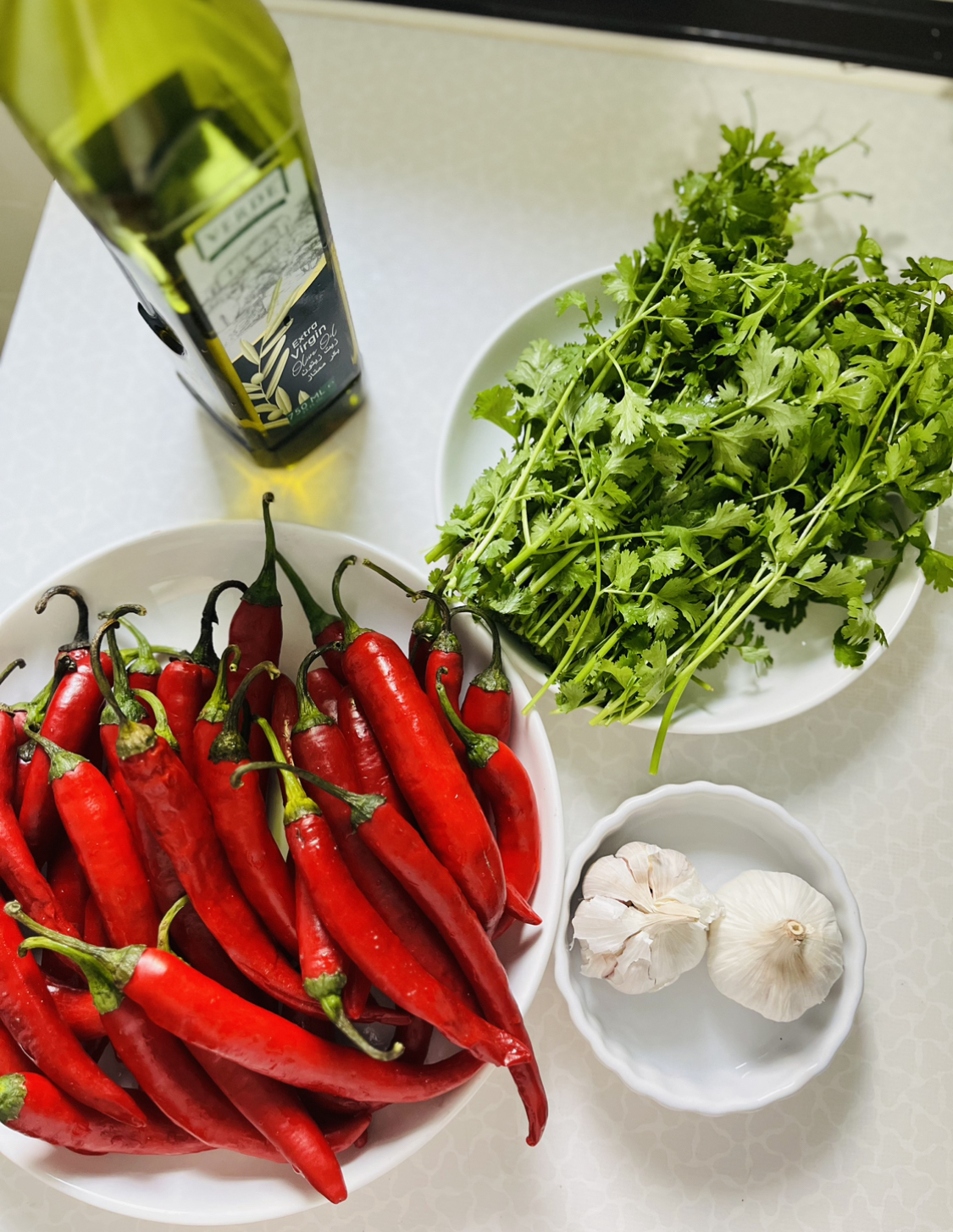
مكونات تحضير الهريسة الدرناوية

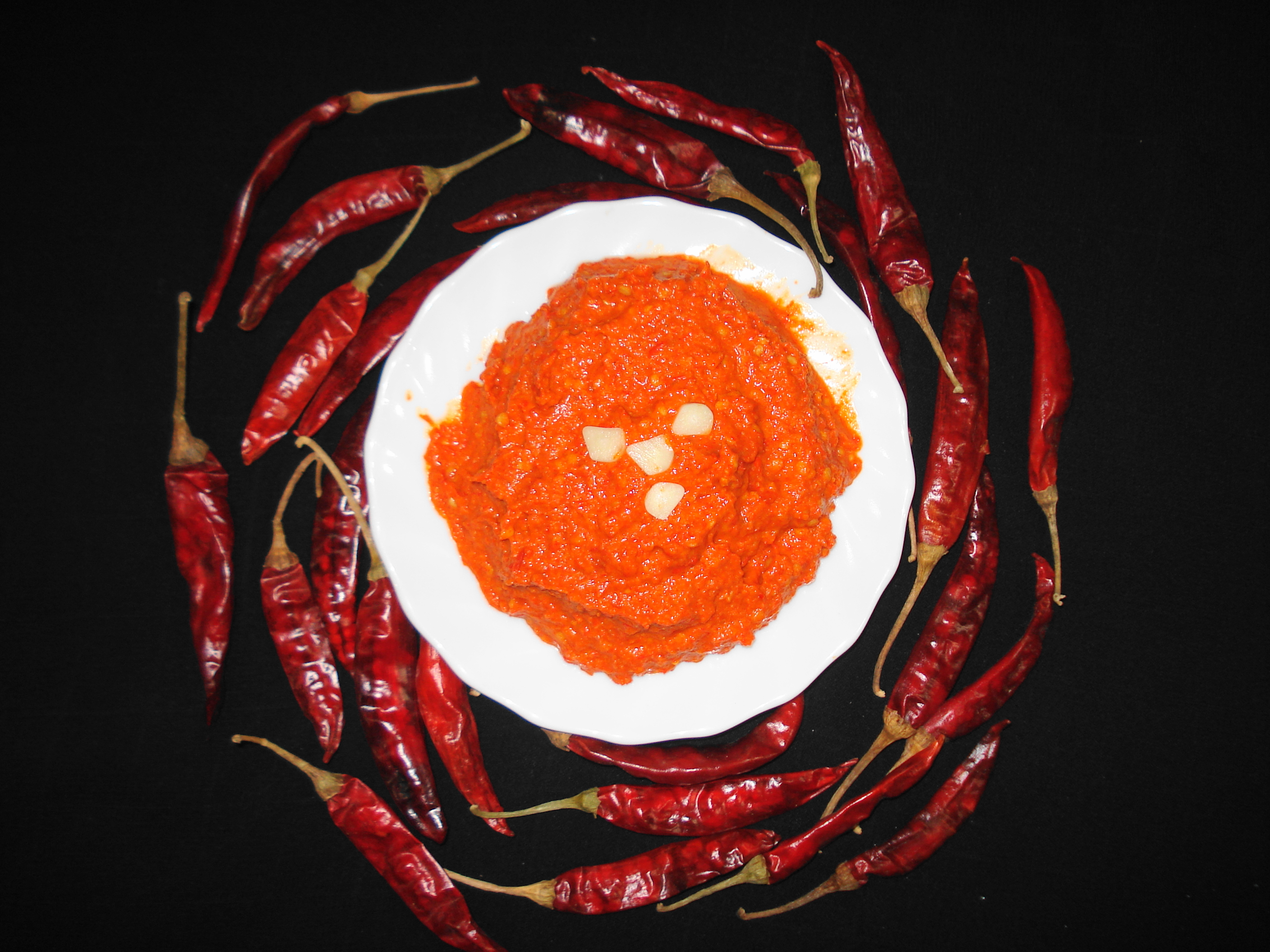
طبق من صلصة الهريسة الحارة.

الهريسة أو الهريسة الحارة وهي مشتقة من كلمة «الهرس»، في إشارة إلى عملية دق الفليفلة بالمهراس النحاسي، كما تطلق أيضا عليها تسميات مثل الفليفلة المرحي أو الهريسة الحارة أو الهريسة العربية، هي صلصة حارّة تُحضَّر في جموع المغرب العربي عن طريق عجن الفليفلة الحريفة بعد تجفيفها وطحنها وإضافة المتبلات إليها. لا تؤكل الهريسة منفردة لشدّة لسعتها بل توضع في الشطائر والطبخات لزيادة لسعتها وإضافة النكهة اللاذعة. تُحضر الهريسة في الشام أيضاً باختلاف بسيط في الطريقة والمسميات، إلا أن دول شمال أفريقيا هم الأكثر استهلاكاً لهذه الصلصة الحارة المُحَمَّرَة.

## التاريخ
وصلت الفليفلة إلى تونس مع الاحتلال الاسباني بين 1535 و 1574.
كما ساهم الموريسكيون منذ وصولهم إلى تونس، بداية القرن الـ17 في تعميم وانتشار زراعة الفليفلة وتكثيف الإنتاج في الأماكن التي استقروا فيها خلال الهجرة الأندلسية. غدت هذه الزراعة مشهورة في جهة الوطن القبلي مثل ولاية نابل شمال شرقي تونس، إضافة إلى أماكن أخرى مثل القيروان وسيدي بوزيد وقفصة. بدورهم كان لليهود التونسيين دور كبير في استغلال الفليفلة وإعداد الهريسة وتحويلها إلى عادة غذائية مقترنة بجميع أنواع الوجبات الغذائية، سواء في مدينة نابل والمدن المجاورة أو في جميع الجهات التونسية وإن بتفاوت كبير.

## زراعة الفليفلة في تونس
تبدأ زراعة الفليفلة في تونس في شهر أبريل (نيسان) من كل عام، ويبدأ جني المحاصيل مرارا وتكرارا أو ما يعرف في تونس باسم البطون بعد شهر وأحيانا شهر ونصف الشهر من زراعته ويتكرر ذلك حتى نهاية ديسمبر (كانون الأول) من كل عام. تمتد مزارع الفليفلة في تونس، والتي عرفها العالم منذ 7500 سنة على مساحة تزيد على 20 ألف هكتار، ويتجاوز إنتاجها الـ500 ألف طن سنويا، منها ما يزيد على 300 ألف طن يتم عجنها في المصانع وخلطها مع البهارات التي كانت ولا تزال في بعض المناطق تهرس بالمهراس أو المدق وتخلط بالبهارات وتقدم مع زيت الزيتون كمقبل، وتضاف أيضا إلى مأكولات أخرى أو إلى الساندويتشات.
ولأن الفليفلة والهريسة التصقا بالعادات الغذائية لساكني ولاية نابل (التي تعتبر المصدر الأول)، ويمثلان تاريخًا كاملًا في هذه المنطقة، فقد عمل هؤلاء على تثمين هذه المادة المهمة في حياتهم وذلك من خلال تنظيم عيد سنوي للفليفلة والهريسة يسجل حضور أعداد غفيرة من المتسوقين بالبيع والشراء، أو المتذوقين لمختلف أصناف المأكولات التي تمثل الهريسة أحد مكوناتها الأساسية.

## الاستهلاك
تستعمل الهريسة في غالب الأحيان كمكون يدخل في الأكلات. مثلا تستعمل في أكلة الكسكسي والكفتاجي أو في الساندويشات في تونس، وهو يعتبر الصلصة الوطنية لتونس. في المناطق الريفية يحضرون الهريسة التقليدية ويقومون بتخزينها على مدار السنة. نجد أيضا الهريسة في دول المغرب العربي وفرنسا.

## التجارة
الصادرات التونسية لا تتوقف عن التقدم بحسب الاحصائيات التي قام بها مركز دعم الصادرات، فقد ارتفعت الصادرات حيث كانت سنة 2002 حوالي 2800 طن لتصبح سنة 2006 5148 طن ثم 7791 طن سنة 2007 ثم 8490 طن سنة 2008 لتصل سنة 2011 إلى 15000 طن  حاليا تصدر تونس الهريسة إلى نحو 27 بلدا أهمها فرنسا وليبيا وألمانيا وإيطاليا والجزائر وليبيا وبلجيكا.